# Львов (Криворожский район)
Львов (укр. Львів) — село,
Весёловский сельский совет,
Криворожский район,
Днепропетровская область,
Украина.
Код КОАТУУ — 1221881203. Население по переписи 2001 года составляло 113 человек.

## Географическое положение
Село Львов находится в 2-х км от левого берега Южного водохранилища,
на расстоянии в 1 км от села Новый Шлях.
На расстоянии в 2 км расположен аэродром «Долгинцево» (база 363 военно-транспортного авиаполка).